# Emilie Ullerup
Emilie Ullerup (Copenaghen, 27 ottobre 1984) è un'attrice danese.
È conosciuta per aver dato il volto ad Ashley Magnus nella serie televisiva Sanctuary e a Bree O'Brien in Chesapeake Shores.

## Biografia

### Infanzia
Nata a Copenaghen in Danimarca, è di famiglia diplomatica, quindi già da bambina inizia a girare il mondo. Il suo desiderio, già da quell'età, è di diventare un'attrice. Dopo aver conseguito il diploma nella sua città natale nel 2003, si sposta a Vancouver, Columbia Britannica, Canada per poter perseguire il suo sogno e frequentare la Vancouver Film School dove si diploma nel 2005.

### Carriera
Il suo primo ruolo è in Battlestar Galactica nel 2006, dove compare in due episodi nella parte di Julia Brynn.
Dal 2007 al 2010 ha recitato nei panni di Ashley Magnus nel telefilm Sanctuary, che è stato cancellato il 21 maggio 2012, dopo una webserie e quattro stagioni.

### Vita privata
Nel 2008 le viene diagnosticato un tumore benigno attorno al nervo spinale, ma deciderà di farsi operare solo nel 2009, dove nel frattempo, si farà asportare il coccige e parte del suo osso sacro. Vive tuttora a Vancouver, con suo marito, l'attore Kyle Cassie, con cui ha avuto due figli.

## Filmografia

### Cinema
- Paradox, regia di Brenton Spencer (2010)
- Hunt to Kill, regia di Keoni Waxman (2010)
- Complexity, regia di Adam Bogoch (2011)
- The House, regia di Desiree Lim (2011)
- A Little Bit Zombie, regia di Casey Walker (2012)
- Una spia non basta (This Means War), regia di McG (2012)
- Leprechaun: Origins, regia di Zach Lipovsky (2014)
- Autobiografia di un finto assassino (True Memoirs of an International Assassin), regia di Jeff Wadlow (2016)
- Brazen, regia di Monika Mitchell (2022)

### Televisione
- Battlestar Galactica – serie TV, episodi 3x04-3x06 (2006)
- Blood Ties – serie TV, episodi 1x01-1x02 (2007)
- Secrets of an Undercover Wife, regia di George Mendeluk – film TV (2007)
- Sanctuary – serie TV, 28 episodi (2007-2010)
- jPod – serie TV, 13 episodi (2008)
- Smallville – serie TV, episodio 9x06 (2009)
- Riese – webserie, 5 webisodi (2010)
- Concrete Canyons, regia di Terry Ingram – film TV (2010)
- True Justice – serie TV, 6 episodi (2011)
- Fatal Performance, regia di George Erschbamer – film TV (2011)
- Professor Young (Mr. Young) – serie TV, episodio 1x05 (2011)
- Supernatural – serie TV, episodio 7x04 (2011)
- WitchSlayer Gretl, regia di Mario Azzopardi – film TV (2012)
- The Philadelphia Experiment, regia di Paul Ziller – film TV (2012)
- Almost Human – serie TV, episodio 1x12 (2012)
- Arctic Air – serie TV, 31 episodi (2012-2014)
- Il mistero delle lettere perdute (Signed, Sealed, Delivered) – serie TV, 5 episodi (2014-2017)
- Hearts of Christmas, regia di Monika Mitchell – film TV (2016)
- Chesapeake Shores – serie TV, 52 episodi (2016-2022)
- ...Con amore, Babbo Natale (With Love, Christmas), regia di Marita Grabiak – film TV (2017)
- Frammenti di memoria (Sleepwalking in Suburbia), regia di Alex Wright – film TV (2017)
- La dolce luce del Natale (Christmas Bells Are Ringing), regia di Pat Williams – film TV (2018)
- Amore nel castello di ghiaccio (Winter Castle), regia di Marita Grabiak – film TV (2019)
- Ossessione senza fine - Frammenti di un incubo (Stalked by My Doctor: A Sleepwalker's Nightmare), regia di Jeff Hare – film TV (2019)
- Campeggio a 5 stelle (Nature of Love), regia di Marita Grabiak – film TV (2020)
- Le sfide del cuore (Don't Forget I Love You), regia di Christie Will Wolf – film TV (2022)
- Motherland: Fort Salem – serie TV, 6 episodi (2022)

## Doppiatrici italiane
Nelle versioni in italiano delle opere in cui ha recitato, Emilie Ullerup è stata doppiata da:
- Benedetta Degli Innocenti in Chesapeake Shores, Amore nel castello di ghiaccio, Brazen, Le sfide del cuore
- Domitilla D'Amico in Sanctuary, Hearts of Christmas
- Rossella Acerbo in Arctic Air
- Chiara Colizzi in ...Con amore, Babbo Natale
- Francesca Manicone in Campeggio a 5 stelle